# Maximilian Christof von Rodt
Maximilian Augustinus Christof von Rodt (Kehl, 10 dicembre 1717 – Meersburg, 17 gennaio 1800) fu Principe-vescovo di Costanza.

## Biografia
Maximilian Augustinus Christoph, Barone di Rodt, era fratello di Franz Konrad von Rodt, Cardinale e Principe-Vescovo di Costanza dal 1750 al 1775, suo predecessore, ed era figlio del Generale Christian von Rodt, probveniente dall'aristocrazia cavalleresca del Sacro Romano Impero.
Maximilian Christof venne nominato nel 1775, vescovo di Costanza, e la sua consacrazione ebbe luogo l'11 agosto 1776, prendendo sede definitivamente il 12 agosto 1776. I termini dell'ufficio di Maximilian - come il fratello Franz Konrad - comprendevano anche la Nunziatura di Lucerna e di tutte le abbazie della provincia ecclesiastica di Costanza, tra cui spiccava anche l'Abbazia di San Gallo. La politica ecclesiastica dell'Imperatore Giuseppe II rese ulteriormente precaria la situazione finanziaria della diocesi, a tal punto che alla fine dei contrasti che seguirono anche alla Rivoluzione francese, Maximilian Christof venne sostituito dal Principe-Primate della Confederazione del Reno, l'arcivescovo Karl Theodor von Dalberg, coadiutore e ultimo Principe-vescovo della diocesi di Costanza.
Maximilian Christof ebbe la propria sede vescovile a Meersburg, la quale era stata completata nel 1710 da uno dei suoi predecessori Johann Franz von Stauffenberg, ed alla quale Maximilian Christof diede la propria impronta personale, dando le direttive per nuove decorazioni interne.

## Genealogia episcopale
La genealogia episcopale è:
- Vescovo Johann Nepomuk Augustin von Hornstein zu Hohenstoffen
- Vescovo Maximilian Christof von Rodt